# Благородный рыцарь Багз
Благородный рыцарь Багз (англ. Knighty Knight Bugs) — американский мультфильм 1958 года из серии Looney Tunes. Мультфильм является пародией на многочисленные произведения так называемой Артурианы.

## Сюжет
Король Артур собрал своих Рыцарей Круглого стола и сообщает им, что с тех пор, как Чёрный рыцарь украл их Поющий Меч, несчастья не оставляют королевство. Поэтому один из них должен его вернуть. Все увиливают от этого опасного задания, и поэтому Артур приказывает сделать это некстати появившемуся в зале шуту, Багзу Банни.
Багз без проблем проникает в замок Чёрного рыцаря, хозяин которого на пару со своим огнедышащим драконом, который приболел и постоянно чихает огнём, спят. Кролик легко достаёт из незапертого сундука Поющий меч и направляется к выходу, но Меч начинает «петь» Cuddle up a Little Closer, Lovey Mine, отчего Рыцарь просыпается и верхом на драконе бросается за Багзом в погоню. Тот обманывает преследователей, возвращается в замок Чёрного рыцаря, поднимает мост и теперь неприступен. Рыцарь пытается вернуться в своё жилище, используя катапульту и лассо, но оба раза неудачно. Тогда Рыцарь с драконом, понимая, что Кролику рано или поздно придётся выбираться из замка, чтобы вернуть Меч Королю Артуру, устраивают засаду неподалёку. Багз действительно вскоре покидает замок, Рыцарь с драконом бросаются за ним, проникают в свой замок, но Кролик заманивает их в комнату со взрывчаткой, где и запирает. Вскоре дракон в очередной раз чихает, и замок, превратившись в ракету, улетает на Луну. Багз Банни к этому времени уже довольно далеко от этого места, он направляется к Королю Артуру с Поющим мечом в руках, который на этот раз «исполняет» «Алоха Оэ».

## Роли озвучил
Все роли в мультфильме озвучил один актёр:
- Мел Бланк — Багз Банни, королевский шут / Йоземит Сэм, Чёрный рыцарь[англ.] / Король Артур / сэр Озис Печёночный[1] / сэр Лоин Говяжий / дракон / рыцари

## «Оскар»
Это — единственный мультфильм о Багзе Банни, получивший «Оскар». Это случилось в 1959 году в категории «Лучший анимационный короткометражный фильм». До этого мультфильмы о Багзе дважды безрезультатно номинировались на «Оскар»: «Дикий заяц» (1940) и Hiawatha's Rabbit Hunt (1941).